# Horn, Kinda kommun
Horn är en tätort i Kinda kommun, Östergötlands län och kyrkby i Horns socken.
Samhället ligger vid en av sjön Åsundens sydspetsar och är därmed en av slutdestinationerna för Kinda kanal. Närmaste större tätorter är Vimmerby och Kisa. 

## Befolkningsutveckling
| Befolkningsutvecklingen i Horn 1950–2020 | Befolkningsutvecklingen i Horn 1950–2020 | Befolkningsutvecklingen i Horn 1950–2020 | Befolkningsutvecklingen i Horn 1950–2020 | Befolkningsutvecklingen i Horn 1950–2020 |
| ---------------------------------------- | ---------------------------------------- | ---------------------------------------- | ---------------------------------------- | ---------------------------------------- |
|                                          |                                          |                                          |                                          |                                          |
| År                                       |                                          |                                          | Folkmängd                                | Areal (ha)                               |
| 1950                                     | 1950                                     |                                          | 560                                      |                                          |
| 1960                                     | 1960                                     |                                          | 475                                      |                                          |
| 1965                                     | 1965                                     |                                          | 463                                      |                                          |
| 1970                                     | 1970                                     |                                          | 483                                      |                                          |
| 1975                                     | 1975                                     |                                          | 559                                      |                                          |
| 1980                                     | 1980                                     |                                          | 598                                      |                                          |
| 1990                                     | 1990                                     |                                          | 632                                      | 80                                       |
| 1995                                     | 1995                                     |                                          | 598                                      | 80                                       |
| 2000                                     | 2000                                     |                                          | 565                                      | 80                                       |
| 2005                                     | 2005                                     |                                          | 547                                      | 80                                       |
| 2010                                     | 2010                                     |                                          | 495                                      | 79                                       |
| 2015                                     | 2015                                     |                                          | 543                                      | 93                                       |
| 2020                                     | 2020                                     |                                          | 472                                      | 93                                       |
|                                          |                                          |                                          |                                          |                                          |

## Samhället
Horn som vuxit fram ur den dåvarande kyrkbyn, har i dag låg- och mellanstadieskola, bibliotek, lanthandel, sommarcamping samt enklare restaurangverksamhet. Fram till mitten av 1900-talet hade Väsby Säteri en framträdande roll som arbetsgivare och i inflytelserik näringslivsaktör i Horns samhälle.

## Näringsliv
Det lokala näringslivet består av småföretag med inriktning på metall- och träbearbetning samt lantbruk. 

## Fornminnen
I trakten ligger, utöver natur och sjöar, Gumhems gravfält med en av länets största skeppssättningar. Horn är ofta en av de orter i Götaland med lägst temperatur under vintern.

## Personer från orten
Konstnären Alfred Thörne (1850-1916) kom från Horn.

## Bilder

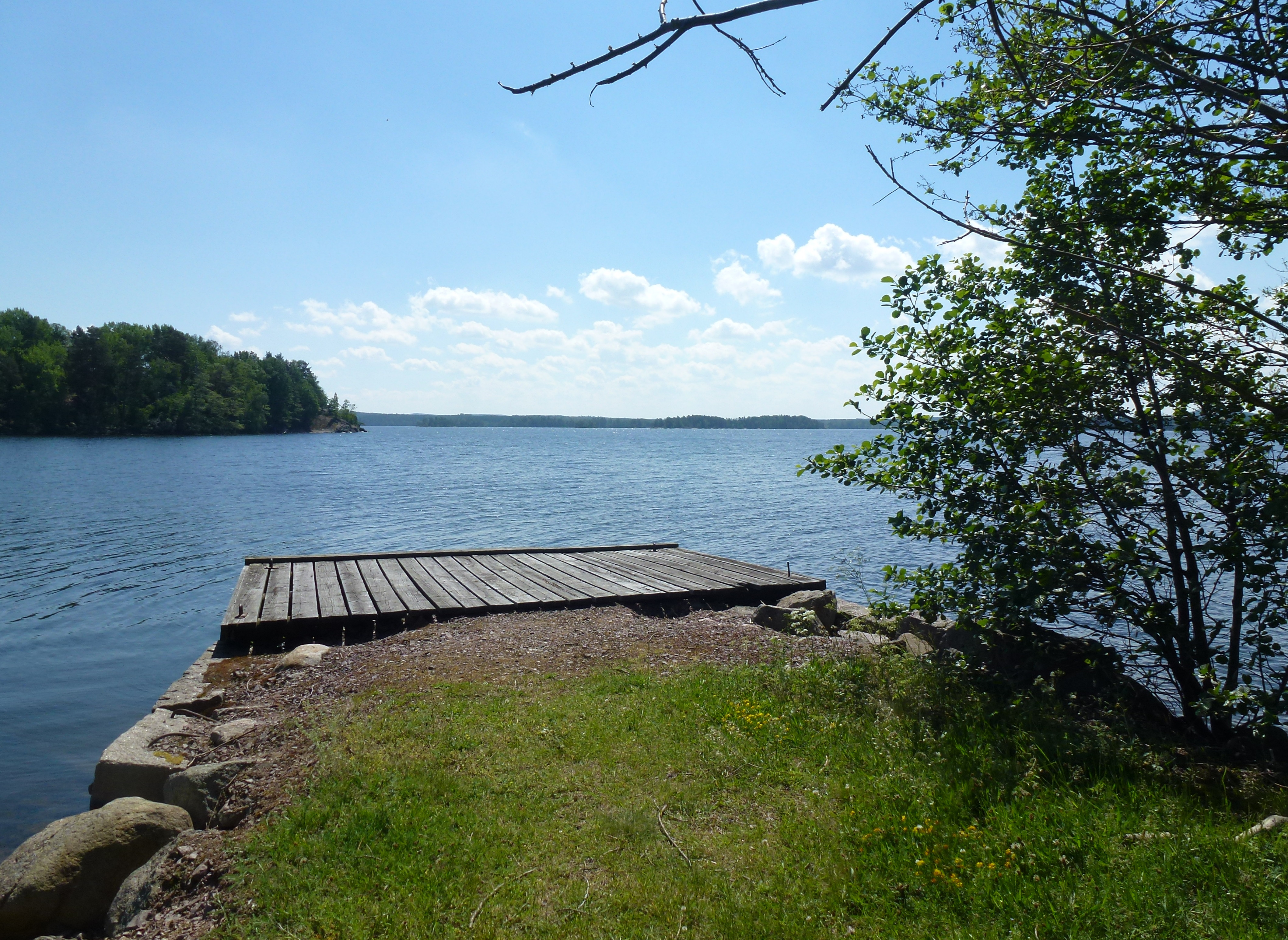
Sjön Åsunden
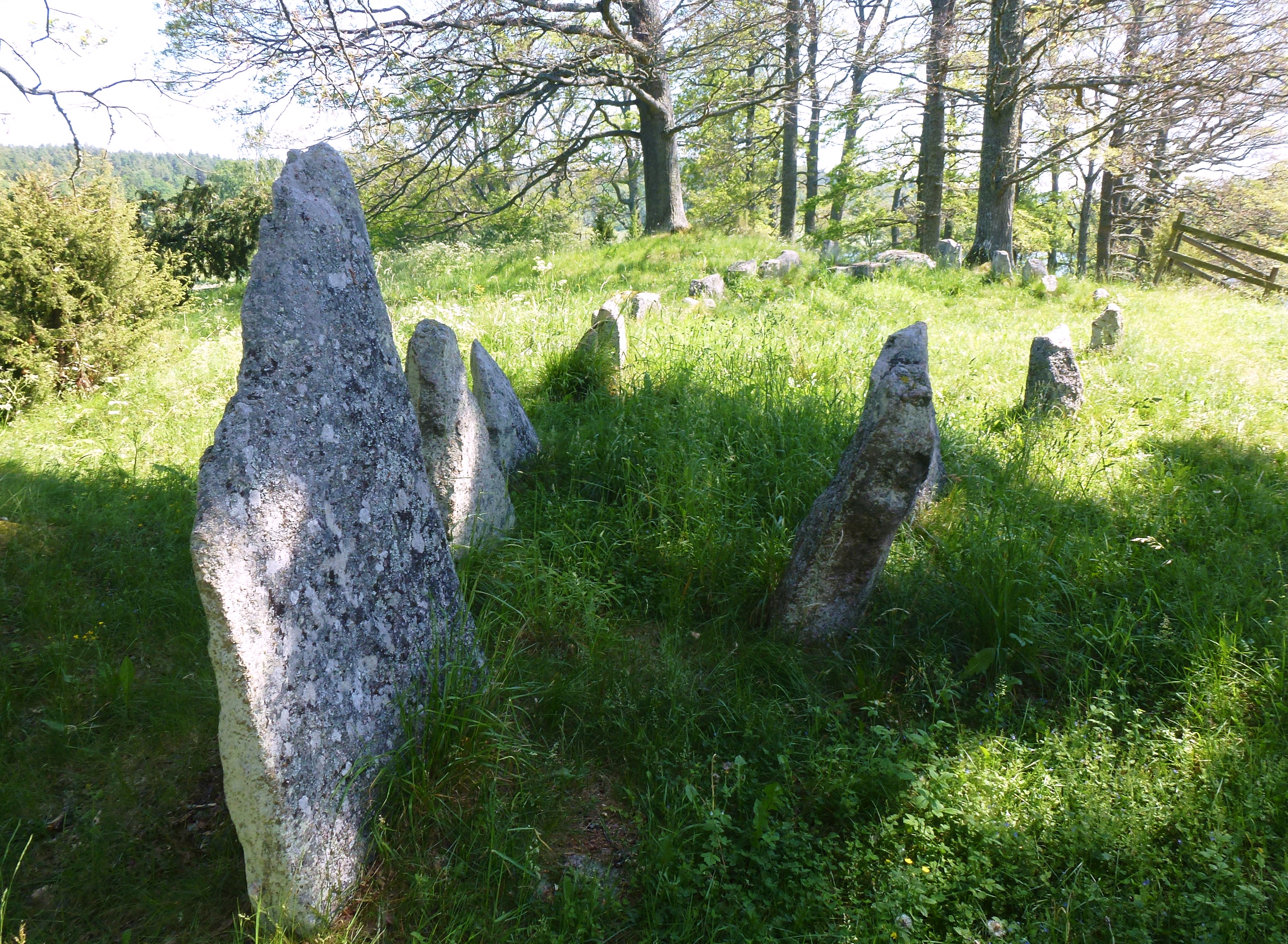
Gumhems gravfält (skeppssättning)